# Callionymus lyra
Espèce
Synonymes
- Callionymus dracunculus Linnaeus, 1758
- Callionymus elegans Lesueur, 1814
- Callionymus sueurii Valenciennes, 1837
- Uranoscopus micropterygius Gronow, 1854

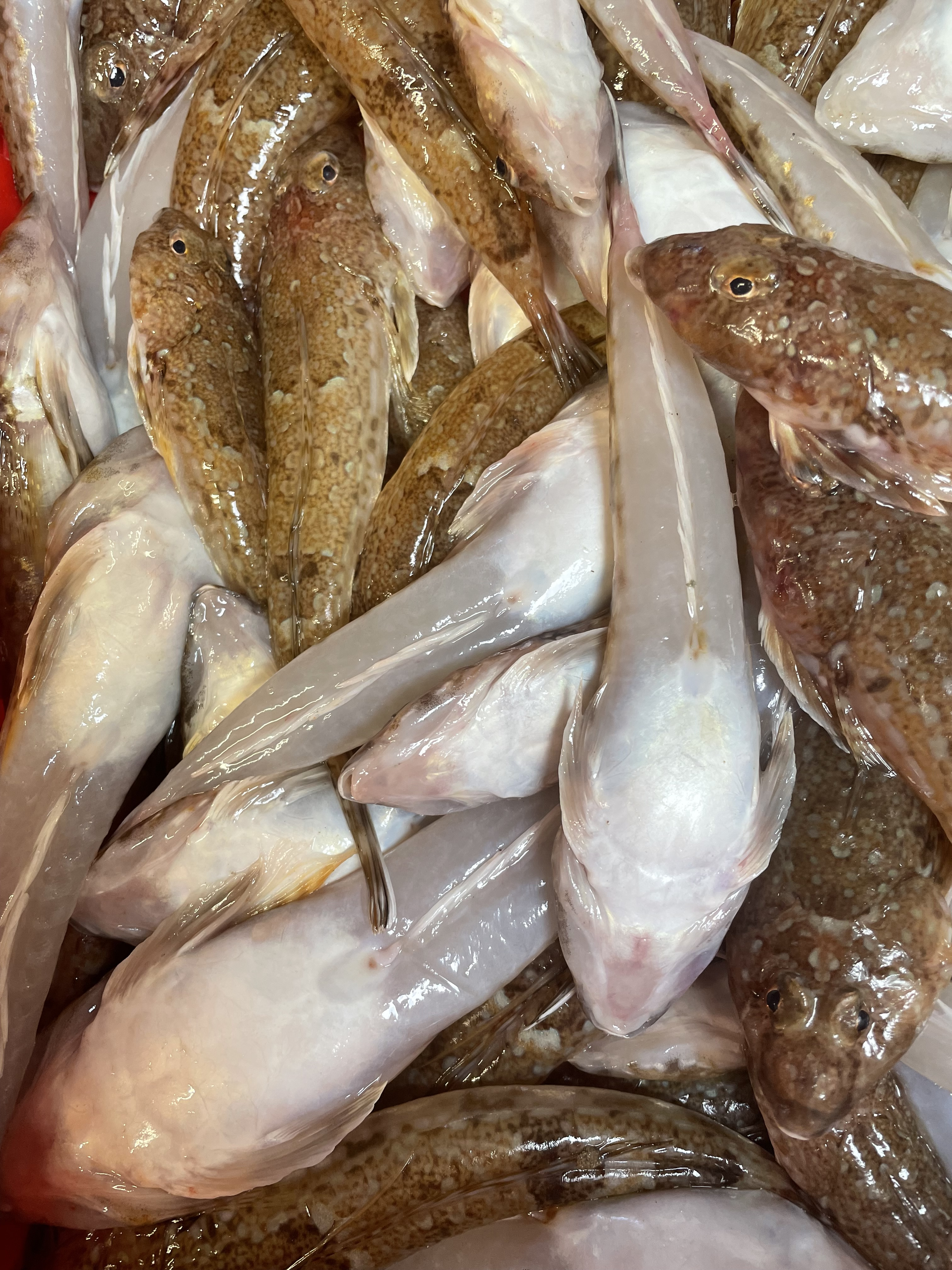
Vente sur un étal à la halle aux poissons de Dives-sur-Mer

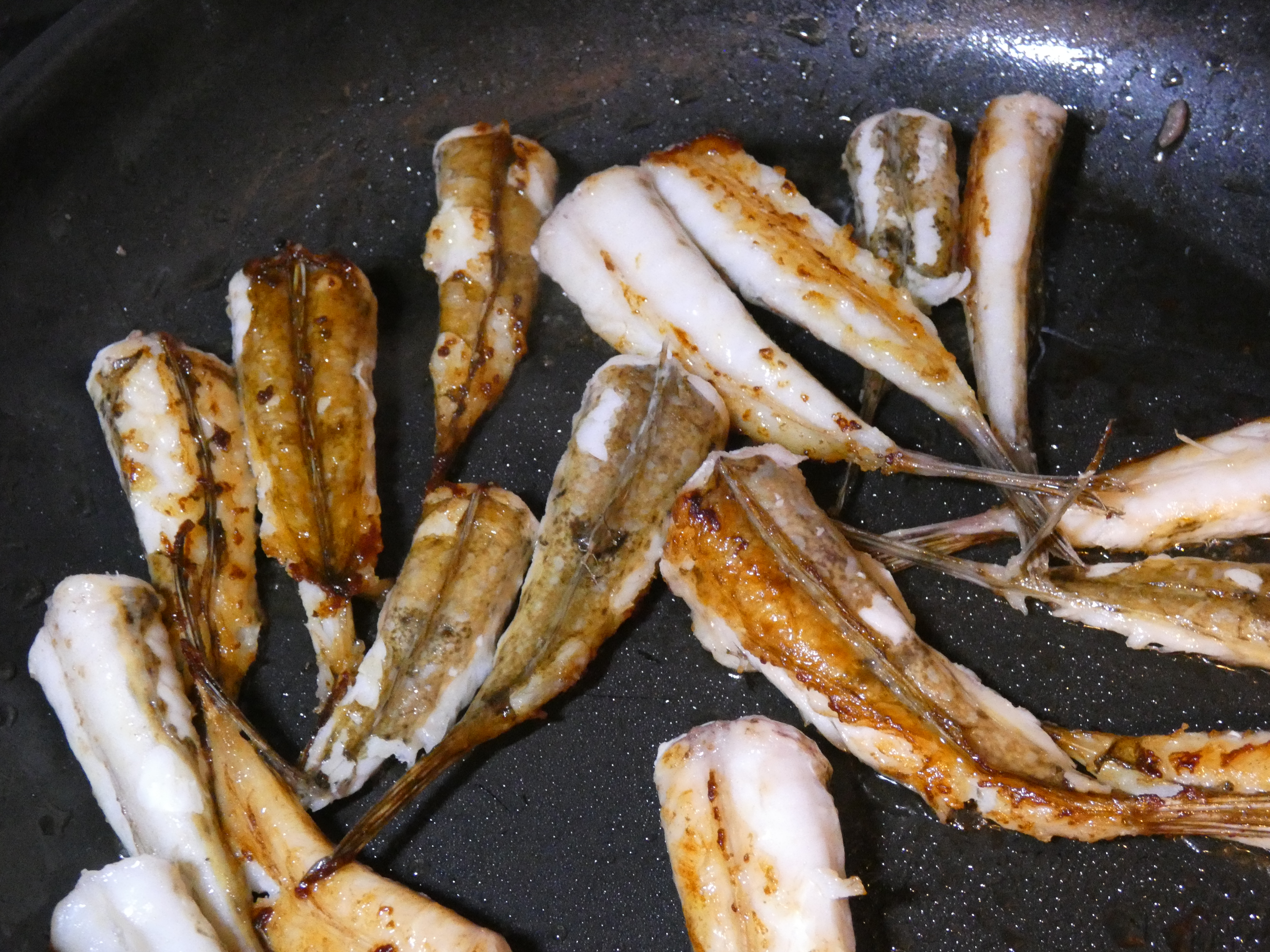
Cuisson à la poêle

Le dragonnet lyre (Callionymus lyra) est une espèce de poissons marins appartenant à la famille des Callionymidae. En Normandie il peut être connu sous le nom de savary ou savarie.
Le mâle se distingue par ses longues nageoires jaune et bleu. La femelle, plus petite, n'a pas des nageoires aussi développées. Les dragonnets vivent sur le fond, à moitié enfouis dans le sable, à l'affût de crustacés et de vers benthiques. Lors du frai, au printemps ou en été, les mâles exhibent une livrée nuptiale bigarrée pour conquérir les femelles.

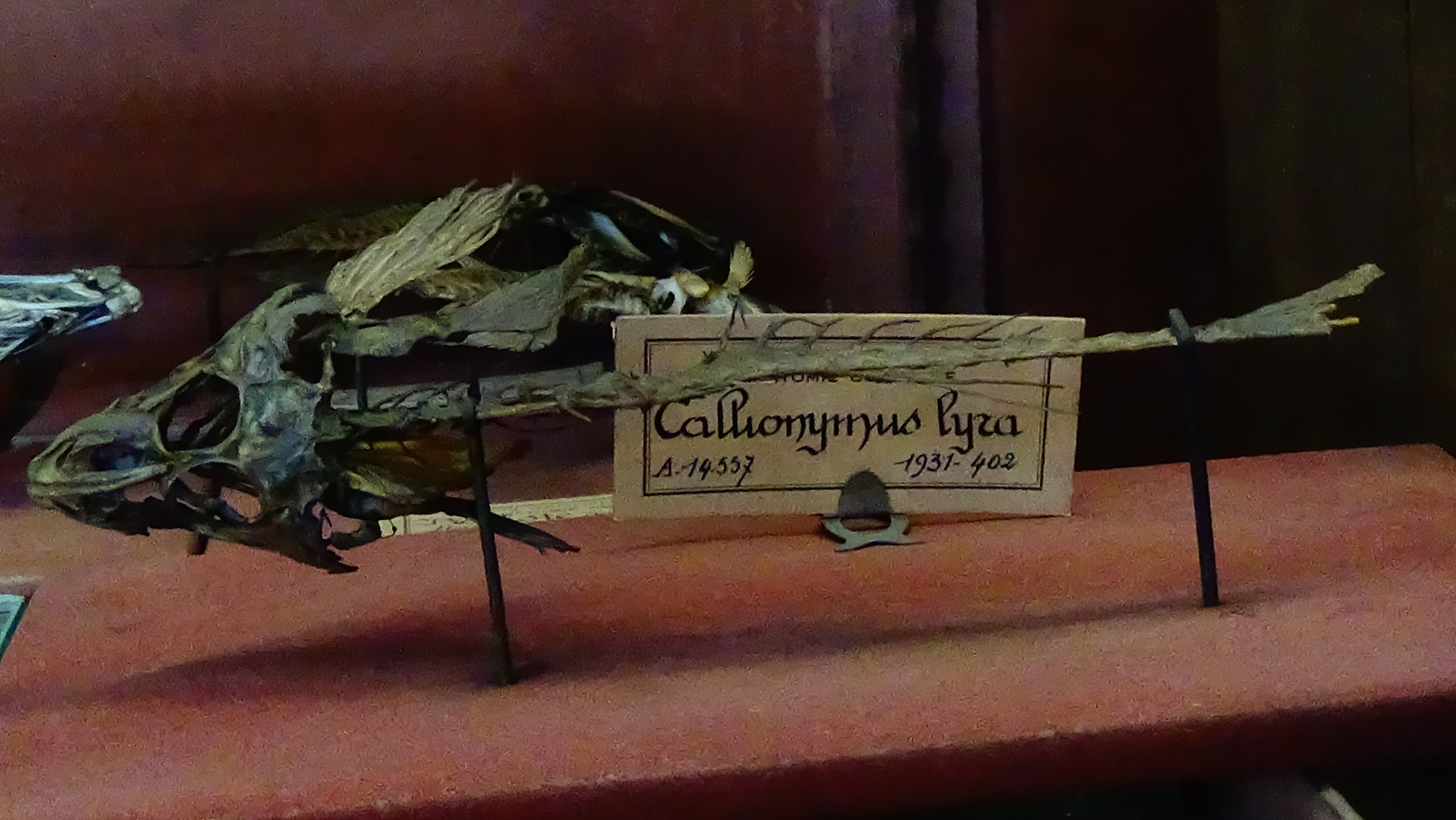
Callionymus lyra - squelette MNHN, Paris

## Répartition géographique
Le dragonnet lyre est présent dans l'Atlantique nord-est, du Sud de l'Islande à la Mauritanie, ainsi qu'en mer Méditerranée.